# Dom Dominikański w Krakowie
Dom Dominikański – zabytkowa kamienica znajdująca się w Krakowie, w dzielnicy I przy ulicy Stolarskiej 4–6, na Starym Mieście.
Jest to budynek dwupiętrowy, szesnastoosiowy, o prostej fasadzie.
Kamienica została wzniesiona w XIV wieku. Spłonęła podczas wielkiego pożaru Krakowa w 1850, po którym została odbudowana w stylu neoklasycystycznym.
12 maja 1966 i 3 kwietnia 1968 kamienica została wpisana do rejestru zabytków. Znajduje się także w gminnej ewidencji zabytków.